# 与野大宮道路
与野大宮道路（よのおおみやどうろ）は、埼玉県さいたま市中央区の下落合交差点から同市大宮区の桜木町交差点に至る、国道17号の現道である。

## 概要
さいたま市域の国道17号の現道区間の大半は、主要国道でありながら片側1車線のために渋滞が慢性化していた。さいたま新都心の整備に合わせ、周辺の交通事情改善の為、与野駅から大宮駅までの区間の4車線化の拡幅工事を行うこととした。あわせて電線共同溝を地下に設置し、電柱・電線を撤去して緑地帯とするなど、歩道の環境改善も図った。また国道整備の関連事業として、北与野デッキも建設した。
現在、先行着工区間1200mのうち、埼玉県道56号さいたまふじみ野所沢線との重複区間である上落合一丁目交差点から上落合交差点までが、暫定3車線（ほとんどの区間を4車線分整備済み）で開通している。当初計画では平均幅員を25m（車道4車線・歩道・緑地帯）で計画していたが、用地取得に時間を要することが早期に分かり、部分的に75cm狭い24.25mに狭めて整備した。このため、4車線幅には不充分な部分が生じたため、上り車線の流動を優先し、部分的に上り2・下り1車線での整備となっている。
北与野駅信号（新幹線・埼京線高架下にある横断歩道）から八幡通り交差点までは暫定形で工事を中断している。完成後には赤山通り以北の区間で4車線が開放される予定である。
また、赤山通り交差点と赤山東線交点までの300m（計画幅員25m）は、さいたま市の都市計画図で現状維持とされているため用地取得が行われておらず（この区間は現在の道幅で共同溝の設置が進められた）、全線の完成時期は未定である。

## 歴史
- 1989年（平成元年）12月：当区間の拡幅が都市計画決定。
- 1994年（平成6年）：さいたま新都心周辺の1.2kmが事業化。
- 1998年（平成10年）：1.2km区間の着工。以降、完成部分から供用開始。

## 地理

### 交差する主な道路
| 交差する道路                                              | 交差する道路                                              | 交差点名                     | 所 在 地 |
| --------------------------------------------------------- | --------------------------------------------------------- | ---------------------------- | -------- |
| 国道17号 蕨・板橋方面                                     |                                                           |                              |          |
|                                                           | 埼玉県道159号さいたま北袋線（赤山東通り）                 | 下落合                       | 中央区   |
|                                                           | （赤山通り）                                              | 赤山通り                     | 中央区   |
|                                                           | 埼玉県道56号さいたまふじみ野所沢線 （東西大通り）         | 上落合一丁目                 | 中央区   |
| 埼玉県道215号宗岡さいたま線（八幡通り）                   | 埼玉県道215号宗岡さいたま線（八幡通り）                   | さいたまスーパーアリーナ入口 | 中央区   |
| 埼玉県道56号さいたまふじみ野所沢線                        | 埼玉県道214号新方須賀さいたま線                           | 上落合                       | 中央区   |
| （与野中央通り）                                          |                                                           | 桜木町四丁目（南）           | 大宮区   |
| （三橋中央通り）                                          | （三橋中央通り）                                          | 桜木町四丁目                 | 大宮区   |
| 埼玉県道121号大宮停車場大成線 埼玉県道2号さいたま春日部線 | 埼玉県道121号大宮停車場大成線 埼玉県道2号さいたま春日部線 | 桜木町                       | 大宮区   |
| 国道17号 熊谷・高崎方面                                   |                                                           |                              |          |

### 交差する鉄道・高速道路
- 東日本旅客鉄道（JR東日本）埼京線・東北新幹線
- 首都高速埼玉新都心線（高速道路が地下で交差）

### 沿線の施設
- トヨタカローラ 埼玉与野店
- 日産プリンス 与野店
- 埼玉トヨペット 与野支店
- 北与野駅
- アルーサショッピングモール
- ホンダカーズ 埼玉新都心店
- 大塚商会 大宮ビル
- 島忠 ホームズさいたま中央店
- 埼玉スバル 与野店
- 四谷学院 大宮校
- 大宮国際動物専門学校

## ギャラリー

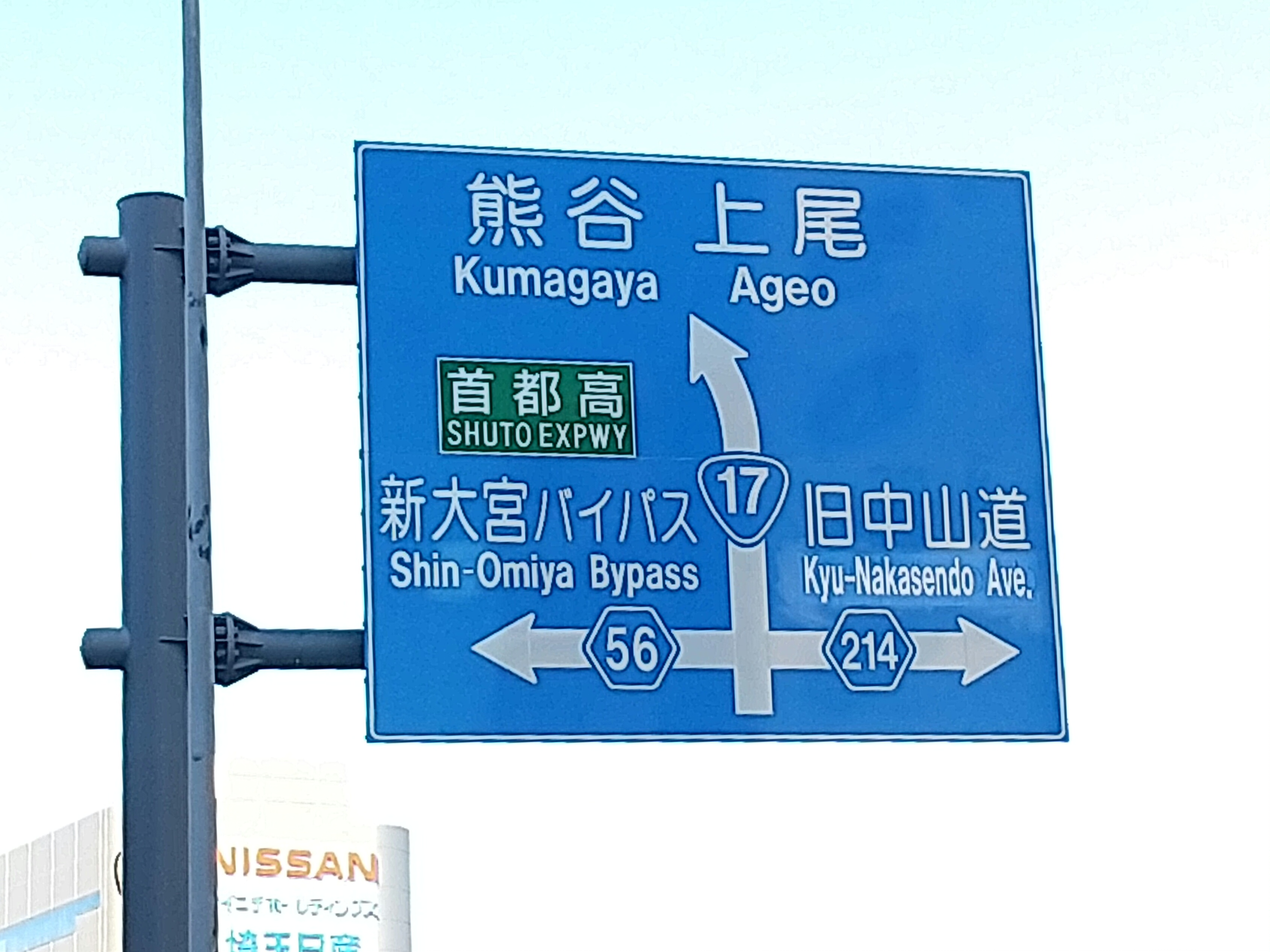
中央区上落合交差点付近
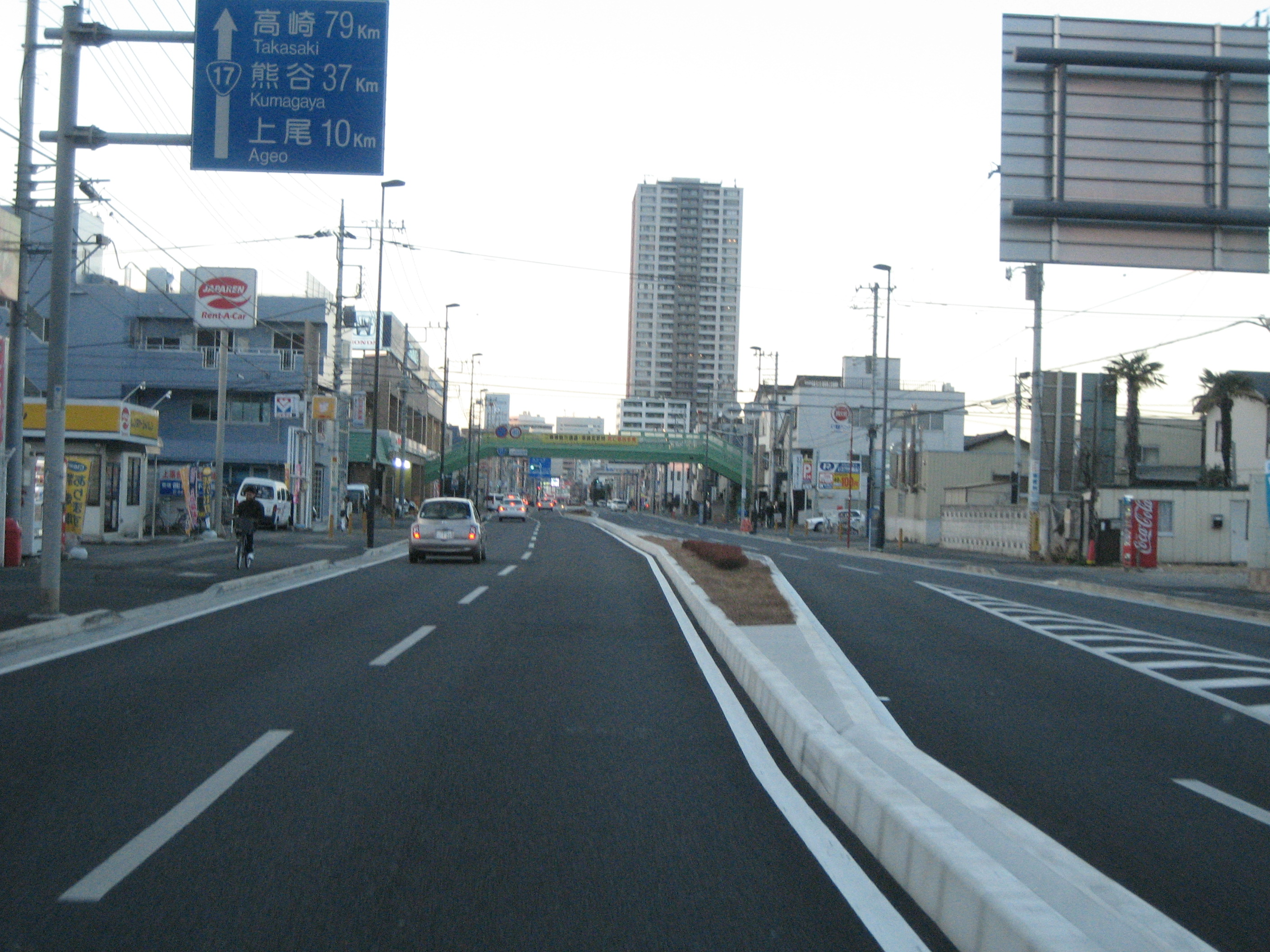
中央区（すでに4車線で整備されているが、走行は3車線）
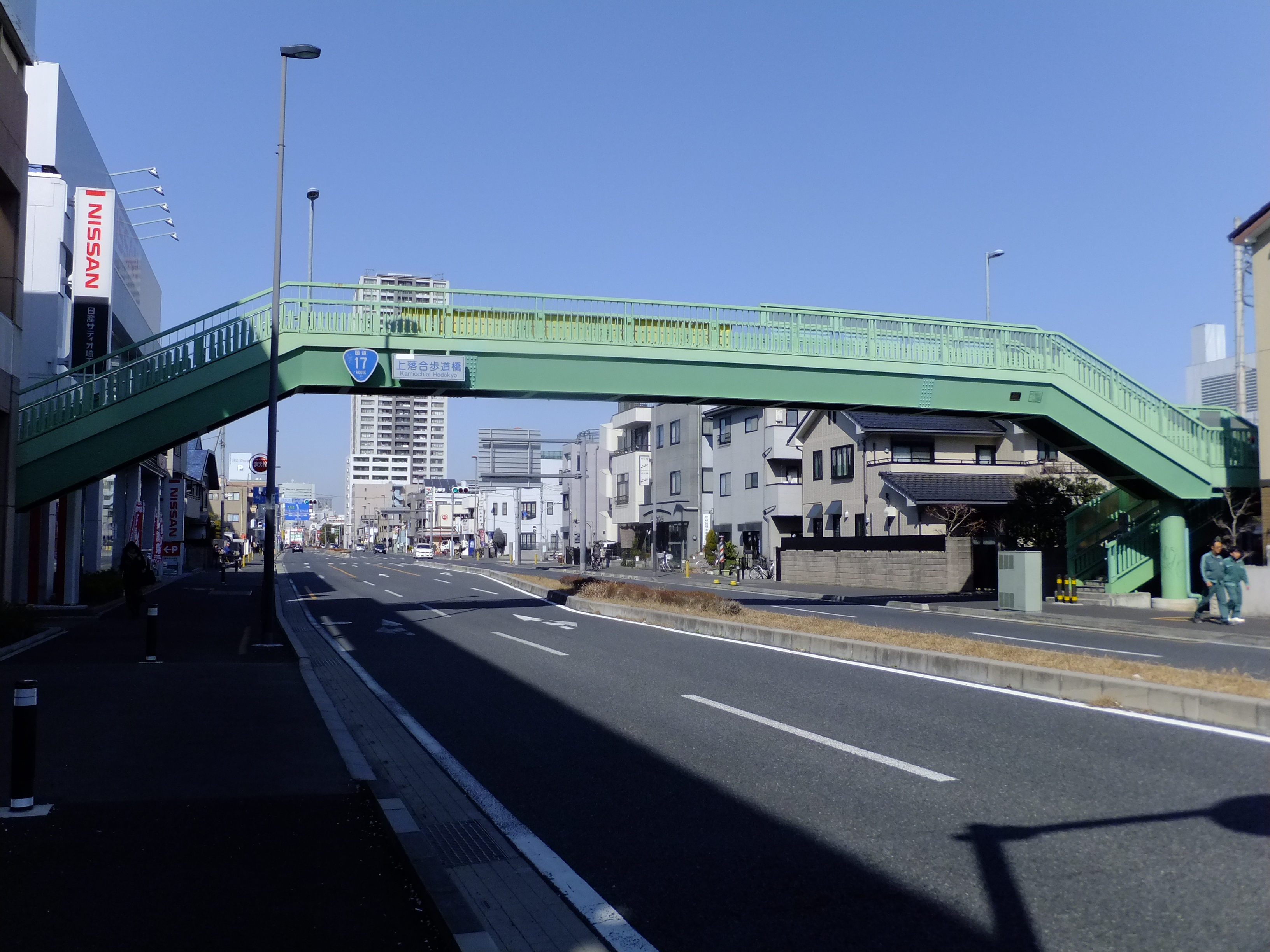
中央区・上落合歩道橋付近（熊谷方面）
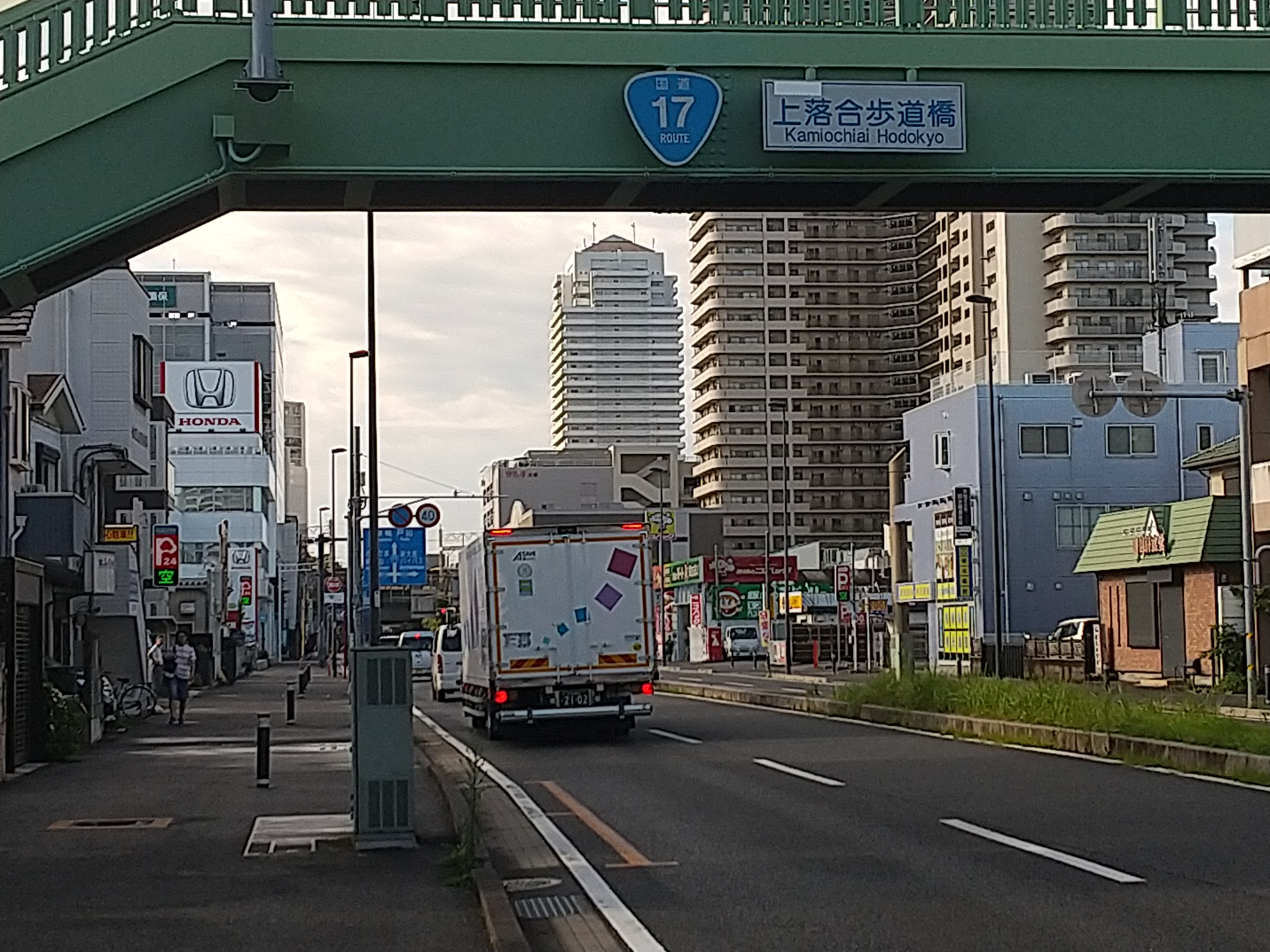
中央区・上落合歩道橋付近（戸田方面）
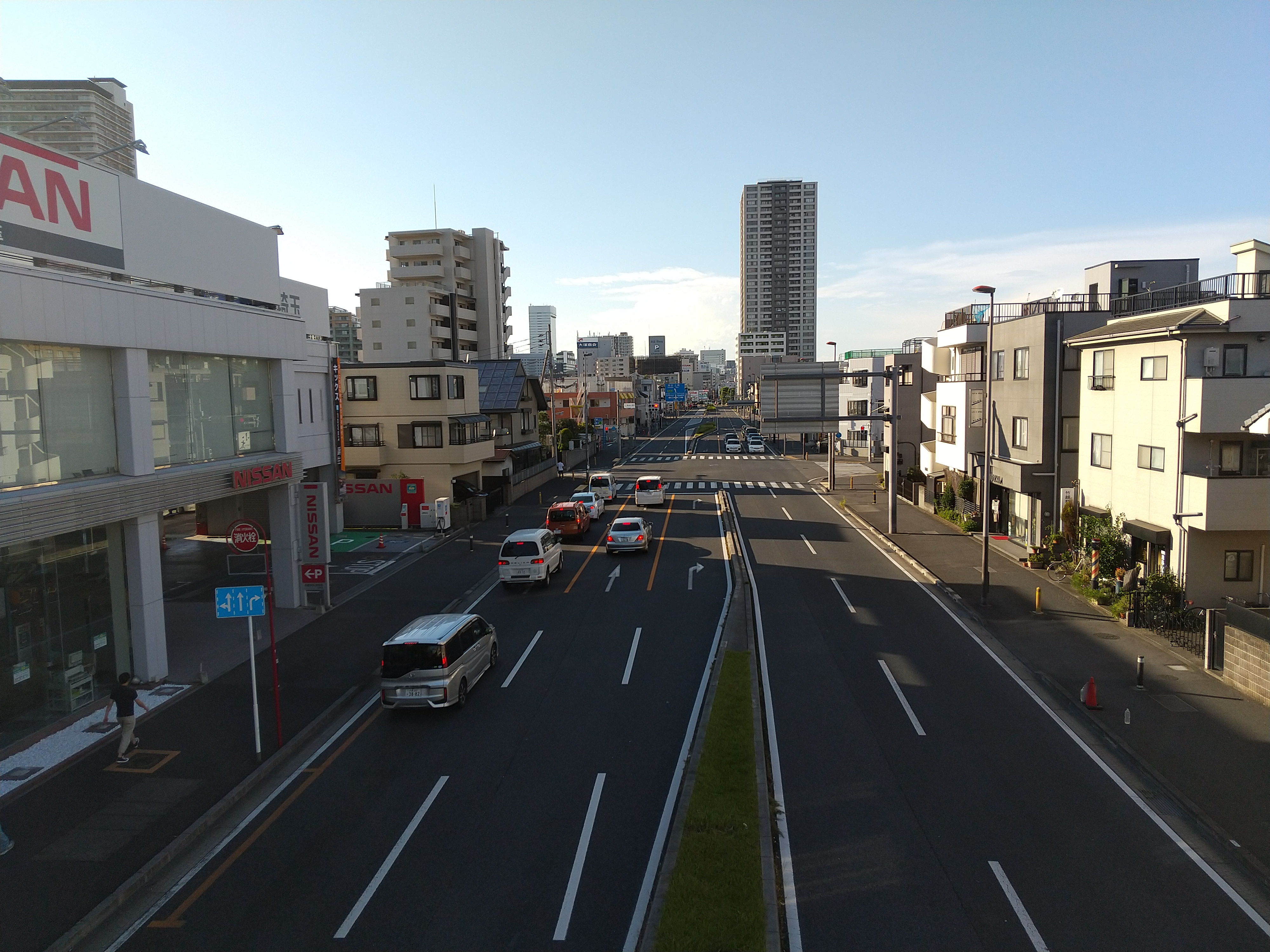
中央区上落合歩道橋から熊谷方面
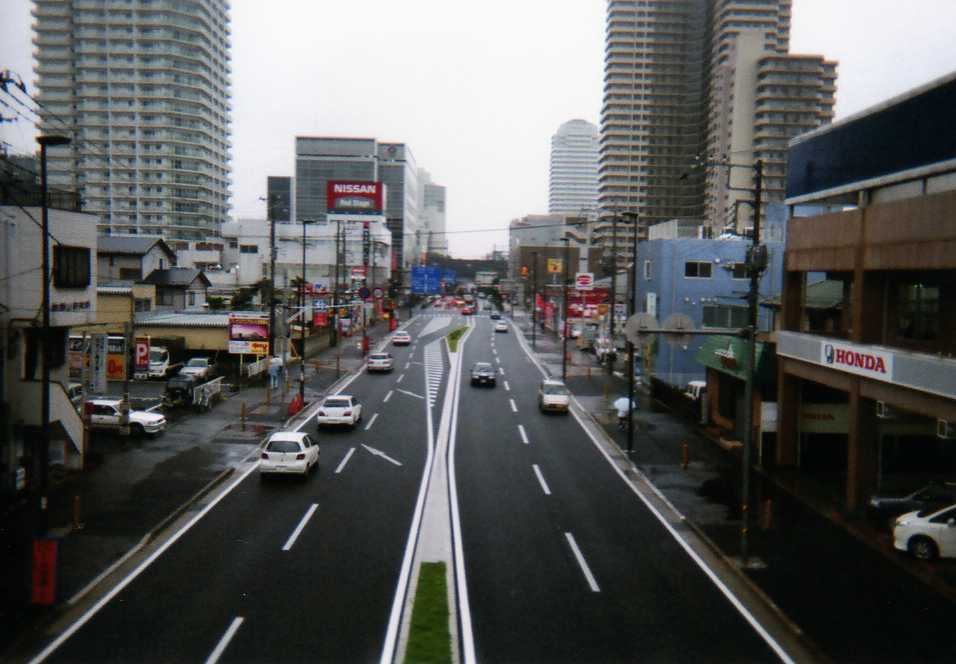
中央区上落合の歩道橋から北与野駅方面
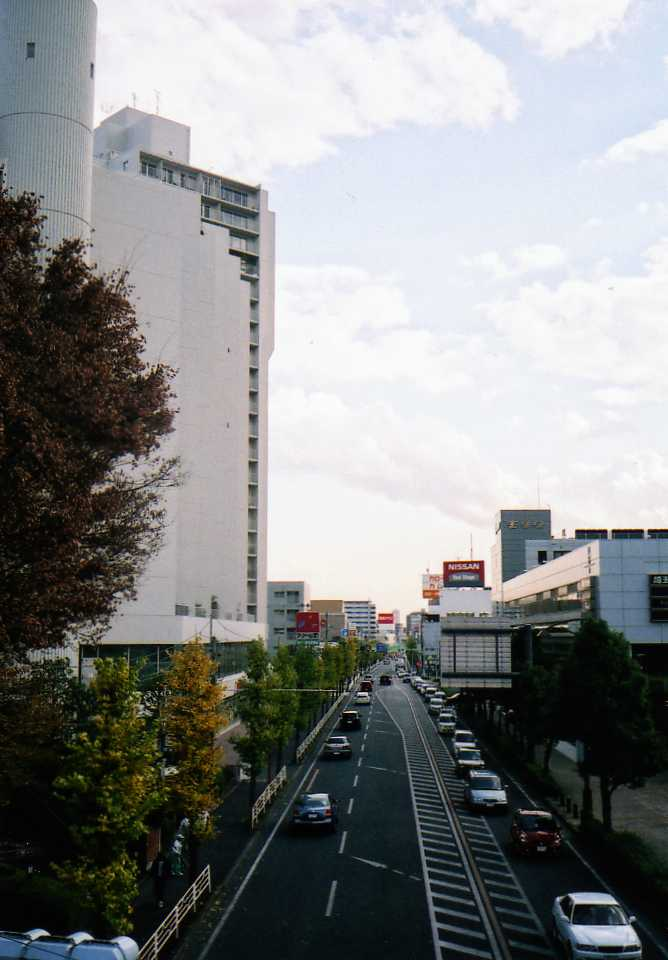
北与野デッキから南側
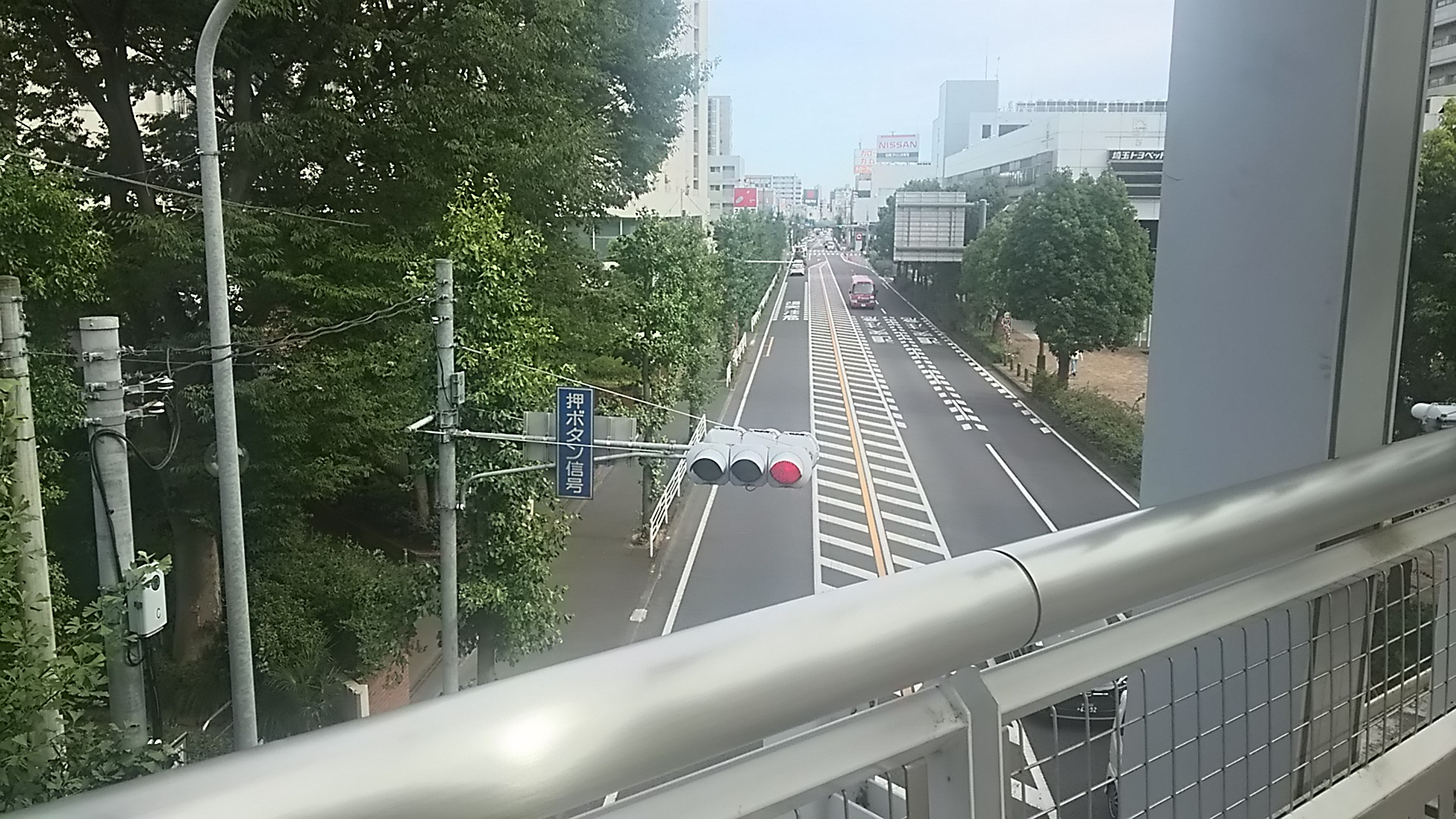
北与野デッキから南側（2019年）